# Andy Anderson (actor)
Andy "Andy James" Anderson cuyo nombre real es Neville Anderson, es un actor neozelandés principalmente conocido por sus participaciones en televisión y por haber dado vida a Henry Garrick en las películas Gold.

## Biografía
A finales de 1966 Andy sufrió una hemorragia cerebral durante una presentación en el Melbourne's Thumpin' Tum discothèque, por lo que tuvo que ser hospitalizado.

## Carrera
En 1983 apareció en la serie A Country Practice donde interpretó a Malcolm Roberts en dos episodios, más tarde apareció en 1991 donde dio vida a Colin Townsend en el episodio "When Harry Met Karen: Part 2" y finalmente su última aparición en la serie fue en 1993 donde interpretó a Sean Thomas en dos episodios.
En 1984 apareció como personaje recurrente en la exitosa serie Prisoner donde interpretó al oficial de la prisión Rick Manning.
En 1995 apareció como invitado en las series Xena: Warrior Princess donde interpretó a Hesiot y en Hercules: The Legendary Journeys donde dio vida a Zander. Ese mismo año se unió al elenco de la serie Fire donde interpretó al bombero John "Repo" Kennedy y apareció en la serie G.P. donde interpretó a Gerald Butler en el episodio "Hide and Seek", un año después regresó a la serie ahora interpretando a Peter Curtis en el episodio "Blind Freddy".
En 1997 apareció como invitado en la serie Heartbreak High donde interpretó a Barry Petersen, el padre desempleado y borracho del estudiante Kurt Peterson (Jeremy Lindsay Taylor).
En 1999 se apareció como invitado en la serie de detectives Duggan donde interpretó a Fraser, un hombre sospechoso de haber asesinado a la hija de su compañero de trabajo. También apareció en Greenstone donde dio vida a Lamont, un hombre que un hombre irlandés que lucha por salvar la vida de sus trabajadores contra el cólera. Ese mismo año apareció por primera vez en la serie médica All Saints donde interpretó a Alan Mitchell en el episodio "Desperate Remedies", años más tarde Andy apareció nuevamente en la serie en el 2007 ahora interpretando durante dos episodios a Lewis Dowd.
En el 2000 apareció como invitado en la popular serie australiana Neighbours donde interpretó a Mick Scully, el hermano de Tom Scully (Andrew Larkins) y Joe Scully (Shane Connor).
En el 2004 obtuvo un pequeño papel en la película Anacondas: The Hunt for the Blood Orchid donde interpretó a John Livingston, un barquero australiano borracho. Ese mismo año interpretó a Ed Cleaver en el episodio "The River of No Return" de la serie Stingers, anteriormente había aparecido por primera vez en la serie en el 2001 donde interpretó a Frank Landis.
En el 2005 apareció como invitado en la exitosa y popular serie australiana Home and Away donde interpretó a Kevin Baker, el padre de Peter Baker y Dan Baker.
En el 2012 apareció como invitado en la serie Jim Barton donde interpretó a Packed to the Rafters. Ese mismo año interpretó a Vince Palmero, un amigo de la familia Montebello en la serie The Straits.

## Carrera musical
Antes de convertirse en actor Anderson cantó con varias bandas australianas en la década de 1960.
En 1965 se unió a la banda de punk "The Missing Links" como el vocalista, después de que la banda se separara Andy se unió a la banda de R&B "Running Jumping Standing Still" junto al guitarrista Doug Ford.
Más tarde se unió a dos bandas "Andy James Asylum" y "Mother Superior". En 1970 se unió por dieciocho meses a la banda "Southern Comfort" junto al vocalista Bobbi Marchini.
Andy grabó un álbum llamado "If I'd Known I'd Live This Long...".

## Filmografía
- Series de Televisión.:

| Año         | Serie                              | Personaje           | Notas                                |
| ----------- | ---------------------------------- | ------------------- | ------------------------------------ |
| 2014        | Janet King                         | Anthony Schaeffer   | episodio "A Song Of Experience"      |
| 2012, 2013  | Packed to the Rafters              | Jim Barton          | 4 episodios                          |
| 2012        | The Straits                        | Vince Palmero       | 10 episodios                         |
| 2010        | Sea Patrol                         | Alby Dumas          | episodio "Flotsam and Jetsam"        |
| 2007        | All Saints                         | Lewis Dowd          | 2 episodios                          |
| 2006        | Nightmares & Dreamscapes           | Duke Rogers         | episodio "The End of the Whole Mess" |
| 2006        | HeadLand                           | Dave Matheson       | 2 episodios                          |
| 2005        | Home and Away                      | Kevin Baker         | 2 episodios                          |
| 2002 - 2003 | Mcleod's Daughters                 | Race Hayley         | 2 episodios                          |
| 2001        | Stingers                           | Frank Landis        | 3 episodios                          |
| 2000        | Neighbours                         | Mick Scully         | 7 episodios                          |
| 2000        | Halifax f.p.                       | Laurie Downes       | episodio "A Person of Interest"      |
| 2000        | Blue Heelers                       | John Gemes          | episodio "Unfinished Business"       |
| 1999        | Duggan                             | Fraser              | 2 episodios                          |
| 1999        | Water Rats                         | Douglas Collins     | episodio "Quad Squad"                |
| 1999        | Greenstone                         | Lamont              | -                                    |
| 1997 - 1998 | Heartbreak High                    | Barry Petersen      | 7 episodios                          |
| 1997        | Wildside                           | Ted Murdoch         | episodio # 1.2                       |
| 1996        | Police Rescue                      | Errol Crichton      | episodio "The River"                 |
| 1996        | G.P.                               | Peter Curtis        | episodio "Blind Freddy"              |
| 1995 - 1996 | Fire                               | John "Repo" Kennedy | 26 episodios                         |
| 1995        | Hercules: The Legendary Journeys   | Zander              | episodio "The Fire Down Below"       |
| 1995        | Xena: Warrior Princess             | Hesiot              | episodio "The Titans"                |
| 1995        | High Tide                          | Brad Blair          | episodio "Dead Heat"                 |
| 1994        | Snowy River: The McGregor Saga     | Harry Roebuck       | episodio "The Bushranger"            |
| 1994        | The Bob Morrison Show              | Steve Morrison      | 26 episodios                         |
| 1993        | A Country Practice                 | Sean Thomas         | 2 episodios                          |
| 1993        | Seven Deadly Sins                  | Luujuria            | miniserie                            |
| 1992        | Phoenix                            | Lochie Renford      | -                                    |
| 1991 - 1993 | Marlin Bay                         | Steve Gannaway      | -                                    |
| 1992        | The New Adventures of Black Beauty | -                   | miniserie - episodio "Fear of Water" |
| 1991        | The Boy from Andromeda             | Tosh                | -                                    |
| 1989        | The Flying Doctors                 | Peter               | episodio "The Adventure"             |
| 1987        | Gloss                              | Matt Winter         | -                                    |
| 1986        | The Great Bookie Robbery           | Tony Loft           | miniserie                            |
| 1984        | Prisoner                           | Rick Manning        | 38 episodios                         |
| 1976        | The Sullivans                      | Jim Sullivan        | -                                    |

- Películas.:

| Año  | Título                                   | Personaje        | Notas |
| ---- | ---------------------------------------- | ---------------- | --- |
| 2012 | Honk if You're Horny                     | Terry            | corto - junto a Paul Fagamalo, Luna Rioumina & Rhyien Sharp                                                  |
| 2011 | Swerve                                   | Paramédico       | junto a Emma Booth, Travis McMahon, Vince Colosimo, Roy Billing, Chris Haywood & Robert Mammone              |
| 2011 | Clicked                                  | Brian            | corto - junto a Amanda Buckley, Matthew Foster & Toby Truslove                                               |
| 2010 | Tracker                                  | Bryce            | junto a Ray Winstone, Temuera Morrison, Gareth Reeves & Mark Mitchinson                                      |
| 2006 | Opal Dream                               | Nichols          | junto a Sapphire Boyce, Vince Colosimo, Jacqueline McKenzie, Denise Roberts & Peter Callan                   |
| 2005 | House of Wax                             | Sheriff          | junto a Elisha Cuthbert, Chad Michael Murray, Brian Van Holt & Jared Padalecki                               |
| 2004 | Anacondas: The Hunt for the Blood Orchid | John Livingston  | junto a Johnny Messner, KaDee Strickland & Matthew Marsden                                                   |
| 2004 | Salem's Lot                              | Charlie Rhodes   | junto a Rob Lowe, Donald Sutherland, Robert Mammone, Steven Vidler, Penny McNamee & Brendan Cowell           |
| 2003 | Mermaids                                 | Oficial Krutchen | junto a Serah D'Laine, Nikita Ager, Erika Heynatz, Brittany Byrnes, Holly Brisley, Lara Cox & Gyton Grantley |
| 2002 | The Junction Boys                        | Betch            | junto a Ryan Kwanten, Bernard Curry, Luke Ford, Josef Ber, Ryan Johnson & Ewen Leslie                        |
| 2002 | Garage Days                              | Kevin            | junto a Kick Gurry, Brett Stiller, Marton Csokas, Holly Brisley, Matthew Le Nevez & Chris Sadrinna           |
| 2002 | Black and White                          | Norman Geiseman  | junto a Robert Carlyle, Charles Dance, Colin Friels, Ben Mendelsohn & Roy Billing                            |
| 2002 | Heroes' Mountain                         | Peter Forbutt    | junto a Craig McLachlan, Anthony Hayes, Nadine Garner, Andrew McFarlane, Tony Barry & Richard Carter         |
| 2000 | Soledad                                  | Parlorman        | corto - junto a Reggie Willis, Laila del Monte & Zev Buchler                                                 |
| 1997 | The Devil Game                           | John Devlin      | junto a Jacqueline McKenzie, Guy Pearce, Asher Keddie, Martin Lynes & Sandy Winton                           |
| 1993 | Singapore Sling                          | Hooper           | junto a John Waters, Deborra-Lee Furness & Jan-Michael Vincent                                               |
| 1993 | Ruby in Paradise                         | Enfermero        | junto a Ashley Judd, Todd Field, Bentley Mitchum & Dorothy Lyman                                             |
| 1991 | Gold: Frenchie's Gold                    | Henry Garrick    | junto a Lucy Bayler, Yannick Bisson, Collette Cooper & Dennis O'Connor                                       |
| 1991 | Gold: The World's Play                   | Henry Garrick    | junto a Lucy Bayler, Yannick Bisson & Collette Cooper                                                        |
| 1991 | Gold: The Merchants of Venus             | Henry Garrick    | junto a Lucy Bayler, Yannick Bisson & Collette Cooper                                                        |
| 1991 | Gold: A Fistful of Gold                  | Henry Garrick    | junto a Lucy Bayler, Yannick Bisson, Collette Cooper & William Kircher                                       |
| 1990 | Raider of the South Seas                 | Bill Taylor      | junto a Martin Henderson, Dean O'Gorman, Roy Billing & Richard Hanna                                         |
| 1990 | New York's Finest                        | Mr. Fullright    | junto a Jennifer Delora, Heidi Paine & Alan Naggar                                                           |
| 1989 | Zilch!                                   | Abogado          | junto a Roy Billing, William Bullock & Eddie Campbell                                                        |
| 1989 | Il Magistrato                            | Tony             | junto a Franco Nero, Julia Blake, Carmelina di Guglielmo & Steve Bastoni                                     |
| 1989 | Gordon Bennett                           | Gordon Bennett   | corto - junto a John Brennan, Shirley Grace & Jim Moriarty                                                   |
| 1987 | The Haunting of Barney Palmer            | John Palmer      | junto a Alexis Banas, Ned Beatty & Eleanor Gibson                                                            |
| 1985 | Robbery Under Arms                       | George           | junto a Sam Neill, Steven Vidler & Susie Lindeman                                                            |
| 1984 | Trespasses                               | Albie Stone      | junto a Patrick McGoohan, Emma Piper & Terence Cooper                                                        |

- Escritor.:

| Año         | Título     | Notas |
| ----------- | ---------- | ----- |
| 1992 - 1993 | Marlin Bay | serie |

- Presentador.:

| Año         | Programa                  | Notas       |
| ----------- | ------------------------- | ----------- |
| 1991        | It Isn't Easy Being Green | presentador |
| 1987        | Dixie Chicken             | presentador |
| 1975 - 1976 | Grunt Machine             | presentador |

- Teatro.:

| Año  | Obra                              | Personaje      | Director (a)   | Teatro            | Notas                                             |
| ---- | --------------------------------- | -------------- | -------------- | ----------------- | ------------------------------------------------- |
| 2009 | Billy Elliot (musical)            | George         | Stephen Daldry | -                 | -                                                 |
| 1999 | Sweeney Todd (musical)            | Sweeney Todd   | -              | Downstage Theatre | -                                                 |
| 1993 | Lord Buckley                      | -              | -              | -                 | -                                                 |
| 1992 | Jesus Christ Superstar            | Pontius Pilate | -              | -                 | junto a John Farnham, Kate Ceberano & John Waters |
| 1990 | Me & My Girl (musical)            | Bill Snibson   | -              | -                 | -                                                 |
| 1986 | The Pirates of Penzance (musical) | Pirata King    | -              | -                 | -                                                 |
| 1983 | Sus by Barrie Keeffe              | Karn           | -              | Bootstrap Theatre | -                                                 |
| 1978 | Lord Buckley                      | -              | -              | Watershed Theatre | -                                                 |
| 1970 | Hair                              | -              | -              | -                 | -                                                 |

## Premios y nominaciones
| Año  | Categoría                                                                      | Premio                       | Serie/Película                     | Resultado |
| ---- | ------------------------------------------------------------------------------ | ---------------------------- | ---------------------------------- | --------- |
| 2012 | Best Actor                                                                     | MOA bNew Zealand Film Awards | Honk If You're Horny               | Ganó      |
| 2000 | Best Performance by an Actor in a Leading Role in a Telefeature or Mini-Series | AFI Award                    | Halifax f.p.: A Person of Interest | Ganó      |
| 1982 | Best Supporting Actor in a Series                                              | Silver Logie Award           | The Sullivans                      | Ganó      |